# مانیتول

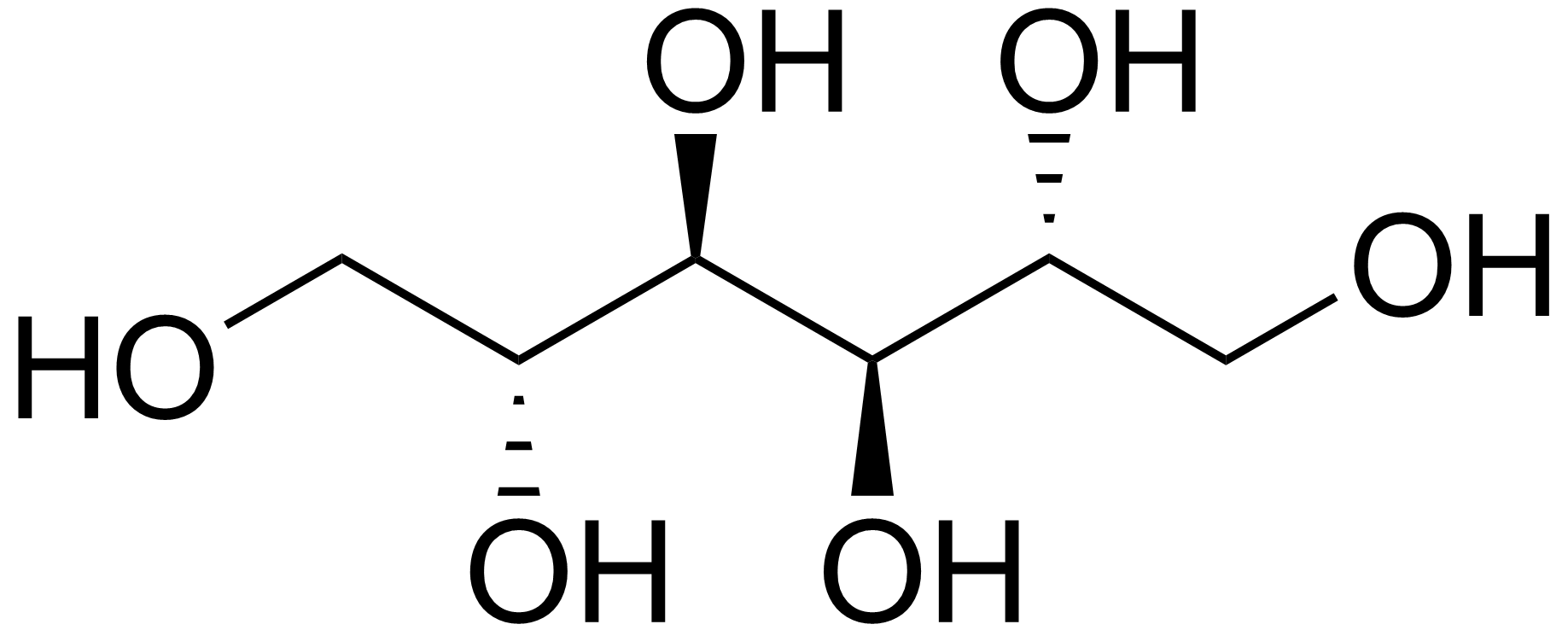
ساختار شیمیایی مانیتول

مانیتول (به انگلیسی: D-Mannitol)
رده درمانی: سرم‌ها.
اشکال دارویی: سرم

## موارد مصرف
داروی‌کمکی برای پیشگیری از بروز نکروز حاد توبولار یا درمان کم ادراری در نارسایی‌حاد کلیه، درمان ادم مغزی و افزایش فشار داخل جمجمه و فشار داخل چشم، تسریع دفع ادراری مواد سمی و جلوگیری‌از آسیب کلیوی ناشی از آنها (مانند سالیسیلات، باربیتورات و لیتیم) و همچنین برای پیشگیری از نیاز به دیالیز به دنبال افزایش هموگلوبین آزاد خون در طی عمل جراحی برداشتن پروستات از راه پیشابراه مصرف می‌شود.

## مکانیسم اثر
مانیتول یک قند الکلی است که در مایع خارج‌سلولی باقی می‌ماند و موجب افزایش فشار اسموتیک پلاسما (یا ادرار) می‌شود در نتیجه موجب افزایش جریان آب از بافتها به داخل مایع میان بافتی می‌شود. البته مانیتول یک گشادکننده ضعیف عروق کلیوی نیز هست.

## عوارض جانبی
شدیدترین عارضه جانبی مانیتول، برهم خوردن تعادل آب و الکترولیت است. تجویز سریع مقادیر زیاد آن ممکن است منجر به تجمع مانیتول، افزایش بیش از حد مایع خارج سلولی، کاهش سدیم خون، گاهی زیادی پتاسیم خون و افزایش بار گردش خون می‌شود. سردرد، لرزش، خیز و ترومبوفلبیت نیز محتملند.

## کاربرد در صنعت
از مانیتول (استخراج شده از جلبک) که نوعی قند الکلی است در تولید انواع آدامس و شیرینی‌های رژیمی استفاده می‌شود.